# Catalina de Médici (1593-1629)
Catalina de Médici (en italiano: Caterina; Palacio Pitti, 2 de mayo de 1593-Siena, 17 de abril de 1629) fue duquesa consorte de Mantua y Montferrato como la segunda esposa de Fernando I Gonzaga de Mantua, y gobernadora de Siena en derecho propio desde 1627.

## Biografía
Catalina era la tercera hija del gran duque Fernando I de Médici y de su esposa, Cristina de Lorena. Fue llamada así en honor a la reina consorte de Francia, Catalina de Médici. Catalina fue considerada como una potencial prometida para el príncipe de Gales, Enrique Estuardo, heredero a los tres reinos de Inglaterra, Escocia e Irlanda, pero la religión anglicana de Enrique no le permitía casarse con la católica Catalina. Finalmente contrajo matrimonio en 1617 con Fernando Gonzaga, duque de Mantua y Montferrato; no tuvieron hijos. Tras enviudar en 1626, Catalina regresó a Toscana. Su sobrino, el gran duque Fernando II, la nombró gobernadora de Siena en 1627, donde falleció de viruela dos años más tarde. En sus últimos años, Catalina era conocida por ser muy devota. El historiador, Coronel G.F. Young, afirma que Catalina tenía un llamativo parecido a su hermano, Cosme II de Médici, y su hermana Claudia. Fue enterrada en la necrópolis de los Médici, la basílica de San Lorenzo, en Florencia.

## Ancestros
| Catalina de Medici | Padre: Fernando I de Médici | Abuelo paterno: Cosme I de Médici        | Bisabuelo paterno: Juan de Médici          |
| Catalina de Medici | Padre: Fernando I de Médici | Abuelo paterno: Cosme I de Médici        | Bisabuela paterna: María Salviati          |
| Catalina de Medici | Padre: Fernando I de Médici | Abuela paterna: Leonor Álvarez de Toledo | Bisabuelo paterno: Pedro de Toledo         |
| Catalina de Medici | Padre: Fernando I de Médici | Abuela paterna: Leonor Álvarez de Toledo | Bisabuela paterna: María Osorio y Pimentel |
| Catalina de Medici | Madre: Cristina de Lorena   | Abuelo materno: Carlos III de Lorena     | Bisabuelo materno: Francisco I de Lorena   |
| Catalina de Medici | Madre: Cristina de Lorena   | Abuelo materno: Carlos III de Lorena     | Bisabuela materna: Cristina de Dinamarca   |
| Catalina de Medici | Madre: Cristina de Lorena   | Abuela materna: Claudia de Valois        | Bisabuelo materno: Enrique II de Francia   |
| Catalina de Medici | Madre: Cristina de Lorena   | Abuela materna: Claudia de Valois        | Bisabuela materna: Catalina de Médici      |